# ゲーロルツハウゼン
ゲーロルツハウゼン (ドイツ語: Geroldshausen) はドイツ連邦共和国バイエルン州ウンターフランケン地方のヴュルツブルク郡に属す町村（以下、本項では便宜上「町」と記述する）で、キルヒハイム行政共同体の本部所在地である。

## 地理
ゲーロルツハウゼンはヴュルツブルク開発計画地域に位置する。

### 自体の構成
この町は、公式には2つの地区 (Ort) からなる。
- ゲーロルツハウゼン
- モース

## 歴史
最初の文献上の記録は、1252年のホーエンローエ家の文書中になされている。ゲーロルツハウゼンはライヒェンベルクのヴォルフスケール男爵の騎士領の構成要素の一つであった。ヴュルツブルク大公国を介して世俗化され、1814年にバイエルン王国領となった。

## 宗教
宗教改革までゲーロルツハウゼンはカトリックのキルヒハイム司祭区に属した。プロテスタントのヴォルフスケール男爵は、ウエンガースハウゼンにプロテスタントの教区を設けた。これ以降、ゲーロルツハウゼンの教会組織はルター派のヴュルツブルク監督管区ウエンガースハウゼン教区に属す。ゲーロルツハウゼン教会は、キルヒハイム、クラインリンダーフェルト、モース、ガウビュッテルブルンを管轄する。ゲーロルツハウゼンのプロテスタント教会は1590年に建設され、1732年に改築された。また、ナチス時代に廃止されるまで、ゲーロルツハウゼンには大きなユダヤ教組織もあった。19世紀前半には全人口の20%をユダヤ人が占めるまでになっていた。この頃にシナゴーグも造られたが、1945年以降、現在の住宅に造り替えられた（旧ユーデンホーフ、現在のハウプトシュトラーセ12番地）。

### 人口推移
- 1814年: 233 人（うち50人がユダヤ人）
- 1867年: 313 人
- 1900年: 337（うち17人がユダヤ人）
- 1925年: 423 人
- 1939年: 460（うち9人がユダヤ人）
- 1970年: 932 人
- 1987年: 1,011 人
- 2000年: 1,184 人
- 2003年: 1,225 人
- 2004年: 1,257 人
- 2005年: 1,246 人
- 2006年: 1,296 人
- 2007年: 1,297 人

## 行政
2019年からグンター・エールハルト (UWG Geroldshausen) が町長を務めている。

## 経済と社会資本

### 交通
ゲーロルツハウゼンにはフランケン鉄道 シュトゥットガルト - ヴュルツブルク線の駅がある。ラウダとヴュルツブルクとの間にあたるこの駅では、2時間毎にヴェストフランケン鉄道のレギオナルバーンが発着している。

## 引用
1. ↑  https://www.statistikdaten.bayern.de/genesis/online?operation=result&code=12411-003r&leerzeilen=false&language=de Genesis-Online-Datenbank des Bayerischen Landesamtes für Statistik Tabelle 12411-003r Fortschreibung des Bevölkerungsstandes: Gemeinden, Stichtag (Einwohnerzahlen auf Grundlage des Zensus 2011)
2. ↑  Bayerische Landesbibliothek Online